# Maurits Dekker

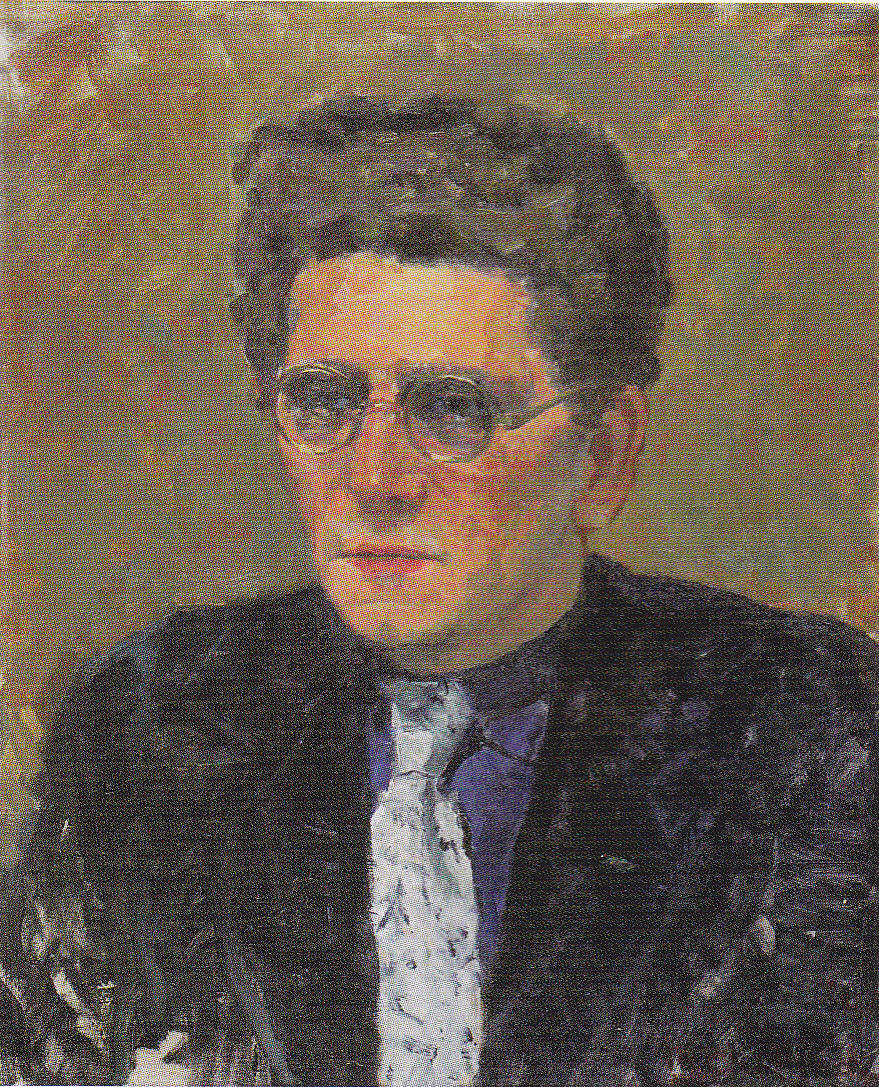
Maurits Dekker (1941)

Maurits Dekker, vollständig Maurits Rudolph Joël Dekker (* 16. Juli 1896 in Amsterdam; † 7. Oktober 1962 ebenda), war ein niederländischer Schriftsteller jüdischer Herkunft, der vor allem sozialkritische Romane und Dramen schrieb. Auch im Ausland erfolgreich war sein Stück Die Welt hat keinen Wartesaal von 1949, das die atomare Bedrohung zum Hintergrund hat. Während der deutschen Besatzung war Dekker im antifaschistischen Widerstand aktiv.

## Leben und Werk
Dekker wuchs im jüdisch-proletarischen Amsterdamer Milieu auf. Nach der Volksschule hielt sich der Sohn eines Verkäufers und Anstreichers und einer Krankenschwester mit Gelegenheitsarbeiten über Wasser. Das Reich der Literatur entdeckte er in einer gewerkschaftlichen Bibliothek. Im November 1921 kam er wegen des Verdachts auf Mittäterschaft an einem Raubmord ins Gefängnis, wurde jedoch im darauf folgenden März mangels Beweisen wieder frei gelassen. Diese Hafterfahrung ging sogleich in Dekkers Romanerstling Doodenstadt ein, der vorab in der Zeitung Het Volk erschien. Das Hauptthema seiner frühen Werke ist „Schuld und Sühne“. Trotz melodramatischer Züge und allzu aufdringlicher Sozialagitation zeigten sie sicherlich Dekkers Begabung, bekamen jedoch keine oder ungünstige Kritiken. Autodidakt Dekker hielt die Rezensenten für voreingenommen – 1929 gab er deshalb seinen Roman Waarom ik niet krankzinnig ben (Warum ich nicht verrückt bin) als russische Übersetzung aus, Verfasser Boris Robazki. Dieses Werk erntete einiges Lob, obwohl oder weil es nach Dostojewski riecht. Daraufhin enthüllte Dekker den Coup – und setzte seine Laufbahn unter erheblich größerer Beachtung fort.

### Verunglimpfung eines Staatsoberhauptes
Den kontrastreichen Reportage- und Montagestil der Neuen Sachlichkeit aufgreifend, fand Dekker allmählich zu eigenen stilistischen und formalen Lösungen. Allerdings litt er unablässig an Geldnot. Er schrieb für die Zeitschriften De Vrije Bladen (Das Umsonstblatt) und De Stem (Die Stimme) und trug 1932/33 gemeinsam mit Jacques Gans, Jef Last, Nico Rost, Frans Goedhart die Gruppe um die neue Zeitschrift Links Richten (links blinken). Allerdings musste er sich bald eingestehen, für kollektive Projekte, auch Parteien, zu eigenbrötlerisch zu sein. Der Kommunistischen Partei war er ohnehin zu „kleinbürgerlich“, sprich anarchistisch. 1937 brachte er ein Pamphlet gegen Hitler heraus, das er im Jahr darauf mit einer Geldstrafe von 100 Gulden zu büßen hatte, weil er ein ausländisches Staatsoberhaupt verunglimpft habe. Er hatte Glück: Der Betrag wurde vom US-Bürger Hendrik Willem van Loon beglichen. Dekker reiste prompt in die USA, verzichtete jedoch auf ein Exil, weil er seine Frau Maria Engelina Hellingman, mit der er seit 1923 verheiratet war, und ihre beiden gemeinsamen Töchter nicht im Stich lassen wollte. Kurz vor dem deutschen Einmarsch vollendete er Pius, ein Buch über die „menschliche Verzweiflung“, das Lammers zu den überzeugendsten Werken Dekkers zählt.

### Warmes Rosinenbrot
Als bedrohter Jude und Agitator hielt es Dekker in der Besatzungszeit zunächst für angebracht, unterzutauchen; seine Bücher waren verboten. Später arbeitete er in einer Fabrik. Mit Unterstützung durch seine Frau verhalf er Juden zu Nahrungsmittelkarten, Ausweispapieren oder Verstecken. Diese harte Zeit schlägt sich im Roman De laars op de nek (Das umgedrehte Boot) von 1945 nieder, der laut Dekkers brieflicher Mitteilung an einen amerikanischen Freund trotz der zertrümmerten Lage im Lande „wie warmes Rosinenbrot“ wegging. Weiteren Auftrieb gab ihm der große Erfolg seines (mehrfach übersetzten) Stückes De wereld heeft geen wachtkamer (Die Welt hat keinen Wartesaal), das im Oktober 1949 in Amsterdam uraufgeführt wurde. Es handelt von der Kluft zwischen den technischen und moralischen Fähigkeiten der Menschheit am Beispiel der atomaren Gefahr. Einen besonders einflussreichen Bewunderer und Förderer hatte Dekker in Victor Vriesland. Nun hatte er erstmals nennenswerte Einnahmen als Schriftsteller, doch bald erkrankte seine Frau schwer (und entsprechend kostspielig) und starb 1954. Im Folgejahr heiratete der Witwer Hendrika Christina van Assen. Ihn selbst plagten zunehmend rheumatische Schmerzen, die auch sein Schreiben erschwerten. Dekker starb 1962 im Alter von 66 Jahren. Mit 23 Prosabänden und acht Dramen hinterlässt er ein recht umfangreiches Werk, das allerdings beträchtliche Qualitätsunterschiede zeigt.

## Auszeichnungen
- 1949 prijs van de Stichting Kunstenaarsverzet
- 1955 Marianne-Philips-Preis
- 1956 Sonderpreis der Jan-Campert-Stiftung fürs Gesamtwerk
- 1956 Prosapreis der Stadt Amsterdam für Op zwart stramien

## Werke
- Doodenstadt, Roman, 1923 (Gefängnisleben)
- Homo Cantat, „Lyrisches Prosagedicht“ (A. Lammers), 1924
- C. R. 133, Roman, 1926
- Zijn Wereld, Roman, 1928
- Waarom ik niet krankzinnig ben, Roman, 1929, unter Pseudonym Boris Robazki
- De aarde splijt, Roman, 1930
- Amsterdam, Roman, 1931
- De man die een ander was, Roman, 1931
- Brood (Brot), Roman, 1932
- Reflex, Roman, 1932
- Roodboek, 1933
- De laatste minuut, Drama, 1933
- Aan beide kanten van de drempel, Roman, 1934
- De menschen meenen het goed met de menschen, Roman, 1934
- Oranje, Roman-Trilogie, 1935–38 (historisch)
- Willem van Oranje, Drama, 1937
- Inc. Pius beveelt, Roman, 1939
- Mordje de Jood, Roman, 1939
- De laars op de nek, Roman, 1945 (Besatzungszeit)
- Jozef duikt, Roman, 1946, deutsch Josef taucht unter, München 1948
- Afscheid, 1946
- Vonnis voltrokken, Drama, 1946
- De knopenman, Erzählungen, 1947, deutsch Der Knopfmann Bremen 1957
- Panopticum, Drama, 1947
- Het merkteken, 1948
- Amsterdam bij gaslicht, Roman, 1949
- De wereld heeft geen wachtkamer, Drama, UA 1949, deutsch Die Welt hat keinen Wartesaal, übersetzt von P. Walter Jacob, Leipzig 1953
- De tooverdoos, 1950
- De andere wet, Drama, 1952
- X.O.X., Drama, 1952
- De afgrond is vlak voor uw voeken, Roman, 1952 (Der Abgrund liegt vor deinen Füßen, antibolschewistisch)
- Voor wie zich zingt, Drama, 1953
- Op zwart stramien, Erzählungen, 1956
- Het andere, 1957
- Poes! Poes!, deutsch Pussi! Pussi! Ein Buch für echte Katzenfreunde, Zürich 1961

Dekker verfasste außerdem einige Hörspiele.